# バトルユニットZEOTH
『バトルユニットZEOTH』（バトルユニットゼオス）は、1990年12月21日にゲームボーイ用ソフトとしてジャレコから発売されたシューティングゲームである。
ロボットを自機としたシューティングゲーム。
バーチャルコンソールでの配信は行われていないが、2016年12月に発売されたレトロビット『ジェネレーション』に収録されている。

## ゲーム内容

### システム
十字キーで自機「ZEOTH」を操作し、Bボタンでショットを発射、上下左右の4方向に攻撃をする事が出来る。自機は操作しないでおくと徐々に高度を下げていくが、Aボタンを押す事でホバー上昇し上方へ移動できる。ライフ制を採用しており、敵の攻撃を受け自機シールドが無くなるとゲームオーバーとなる。Bボタンを素早く2回押すと自機のシールドを2つ消費し、画面中の全ての敵にダメージを与える「ハイパー」が発動、ただし自機のシールド数が2つ以下だとハイパーを使用することは出来ない。奇数面は横スクロールステージで、偶数面は縦スクロールステージの全5ステージ。ステージ5をクリアした後は、エンディングとスタッフロールが流れたのちにループゲームとなる。

### アイテム
本作に登場するアイテムを記述する。
- ビーム - 「B」の文字。自機のショットがビームとなる。連射性が高く敵を貫通するショットを放つ。
- レーザー - 「L」の文字。自機のショットがレーザーとなる。連射はきかないが威力の高いレーザーを放つ。
- シールドアップ - 「U」の文字。自機のシールドが1つ増える。
- パワーアップ - 「P」の文字。自機の武器が最高3段階までパワーアップする。最高段階の時に取るとシールドが1つ増える。

## 設定

### ストーリー
AU0042（地球統一暦42年）、人類は有史以来初めての地球外生命体による侵略を受けた。地球上の金属によく似た性質を持つ未知の生命体を人類は「グレイン」と命名、激しい戦いの末、人類はグレイン撃退に成功する。そしてこの戦いを契機に、人類は「対地球外生命体兵器」の開発を本格化させる。
そして戦いから10年の歳月の過ぎたAU0052（地球統一暦52年）、統一中央都市ビオールにグレインが再び出現、都市中枢を破壊、占拠してしまう。一方、人類は対地球外生命体兵器「バトルユニット」の開発に成功、初の実戦投入機は「ZEOTH（ゼオス）」と名付けられた。
そして今、バトルユニットZEOTHとグレインとの戦いが始まる。

### ステージ構成
本作のステージを記述する。奇数ステージは強制横スクロールステージ、偶数ステージは任意縦スクロールステージとなる。
| 面 | ステージ名       | ボス名                                         |
| -- | ---------------- | ---------------------------------------------- |
| 1  | ビオール市街     | 超巨大重戦車「ビドリオ」                       |
| 2  | 地下基地進入路   | 超巨大重機動戦闘機「ガロジオ」                 |
| 3  | グレイン地下基地 | 巨大スーパーコンピュータ「フィン・グラウバー」 |
| 4  | 地下基地脱出路   | 高速機動兵器「ビドラジン」                     |
| 5  | 巨大戦艦群       | 巨大戦闘司令「フィン・ビズマス」               |

## スタッフ
- 企画：KANA EBIO
- プログラマー：白戸学、RIKA'S KNIGHTS、猪ヶ倉康雄
- メイン・アーティスト：OLD FASHION、AIZAWA BUGLIN
- サブ・アーティスト：松田信
- 音楽：はやしあきひと
- サウンド・プログラマー：Mr.NISHIMURA
- スペシャル・サンクス：面谷知志

## 評価
- ゲーム誌『ファミコン通信』の「クロスレビュー」では合計19点[5]、『ファミリーコンピュータMagazine』の読者投票による「ゲーム通信簿」での評価は以下の通りとなっており、17.86点（満30点）となっている[1]。また、同雑誌1991年5月10日号特別付録の「ファミコンロムカセット オールカタログ」では、「巨大なボスがウリだ」と紹介されている[1]。

| 項目 | キャラクタ | 音楽 | 操作性 | 熱中度 | お買得度 | オリジナリティ | 総合  |
| 得点 | 3.00       | 3.03 | 2.77   | 2.97   | 3.26     | 2.83           | 17.86 |

## 関連作品
- フォーメーションZ（1984年） - アーケード、ファミリーコンピュータで稼働、発売された、本作と同じくジャレコから出たロボットを自機としたシューティングゲーム。ロボット形態と飛行形態に変形する自機を操作する横スクロールシューティングゲーム。
- サイバトラー（1993年） - アーケードで稼働された、本作と同じくジャレコから出たロボットを自機としたシューティングゲーム。全方向に攻撃が出来るロボットを操作する縦スクロールシューティングゲーム。